# Edalorhina
Genre
Synonymes
- Bubonias Cope, 1874

Edalorhina est un genre d'amphibiens de la famille des Leptodactylidae.

## Répartition
Les 2 espèces de ce genre se rencontrent en Colombie, en Équateur, au Pérou et au Brésil voisin.

## Liste d'espèces
Selon Amphibian Species of the World (10 juin 2017) :
- Edalorhina nasuta Boulenger, 1912
- Edalorhina perezi Jiménez de la Espada, 1870

## Publication originale
- Jiménez de la Espada, 1870 : Faunae neotropicalis species quaedam nondum cognitae. Jornal de sciencias mathematicas, physicas e naturaes, Academia Real das Sciencas de Lisboa, vol. 3, p. 57-65 (texte intégral).